# Улица Швянто Казимеро
У́лица Швя́нто Кази́меро («улица Святого Казимира», лит. Švento Kazimiero gatvė, пол. zaułek Świętego Kazimierza, Świętokazimierzowski zaułek) — одна из древних улиц в Старом городе Вильнюса. Узкая и извилистая, соединяет перекрёсток улиц Диджёйи, Аушрос Варту и Субачяус с улицей Бокшто. В старину называлась вторым Августинским переулком, до Первой мировой войны — сначала Казимировским переулком или Казимирским переулком, затем Казарменным, в советское время носила имя коммунистического деятеля, подпольщика Юозаса Витаса и называлась ул. Ю. Вито (J. Vito g.). Длина улицы около 260 м. Проезжая часть вымощена тротуарной плиткой, часть улицы — брусчаткой и тротуарной плиткой. Движение автомобильного транспорта одностороннее, в направлении от улиц Диджёйи и Субачяус к улице Бокшто. Нумерация начинается от улиц Диджёйи и Субочяус; по правую юго-восточную сторону нечётные номера от 1 до 12, по левую северо-западную — чётные.

## Характеристика

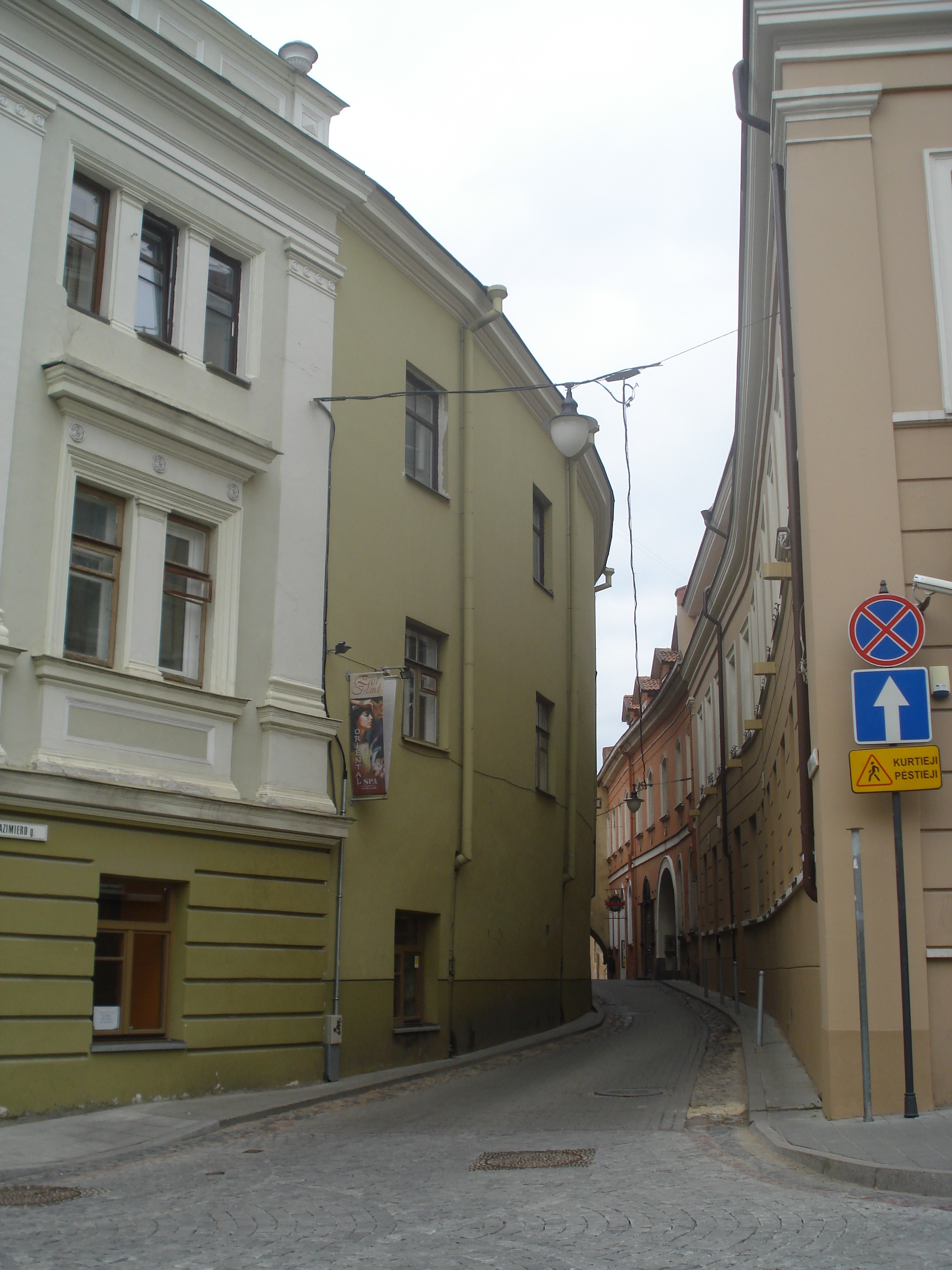
Начало улицы Швянто Казимеро

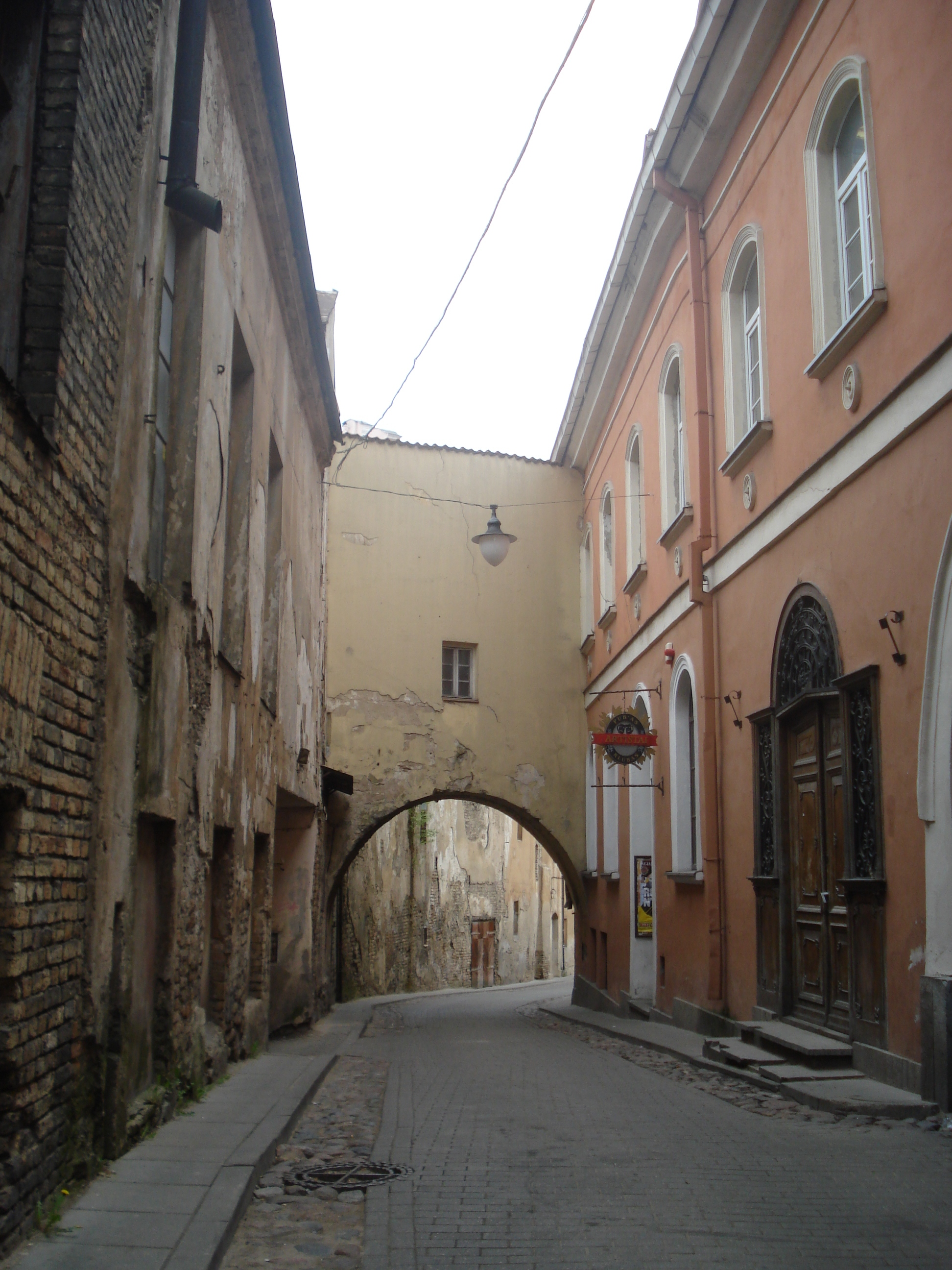
Арка. По правую сторону паб

Здания на улице старой застройки, преимущественно двух- и трёхэтажные, большей частью с внутренними дворами. С левой стороны значительная часть построек — здания обширного комплекса иезуитского монастыря, прилегающего к костёлу Святого Казимира, по которому названа улица.
На этой улице, в отличие от многих других улиц Старого города, отсутствуют магазины и располагаются единичные отели и увеселительные заведения. Большая часть строений без признаков определённого архитектурного стиля; некоторые здания являются типичными жилыми домами позднего барокко (Švento Kazimiero gatvė 5) и позднего классицизма (Švento Kazimiero gatvė 7, Švento Kazimiero gatvė 9).
Недалеко от начала улицы находится примечательная поперечная арка, соединяющая дома по обеим сторонам улицы. Главное её назначение состояло в укреплении стен. Предполагается, что в старину под аркой были запирающиеся ворота. Она, как и арки на улицах Скапо и Бернардину, издавна привлекала художников и до сих пор становится сюжетом картин, гравюр, фотографий: арка вместе со слепыми стенами соседних зданий и уклоном мостовой создаёт впечатление таинственной суровой крепости. Таким изображён этот уголок города на акварели Станислава Флёри (1906), литографии А. Холера (1916), рисунке Мечисловаса Булаки (1949), линогравюре Йонаса Кузминскиса (1950).

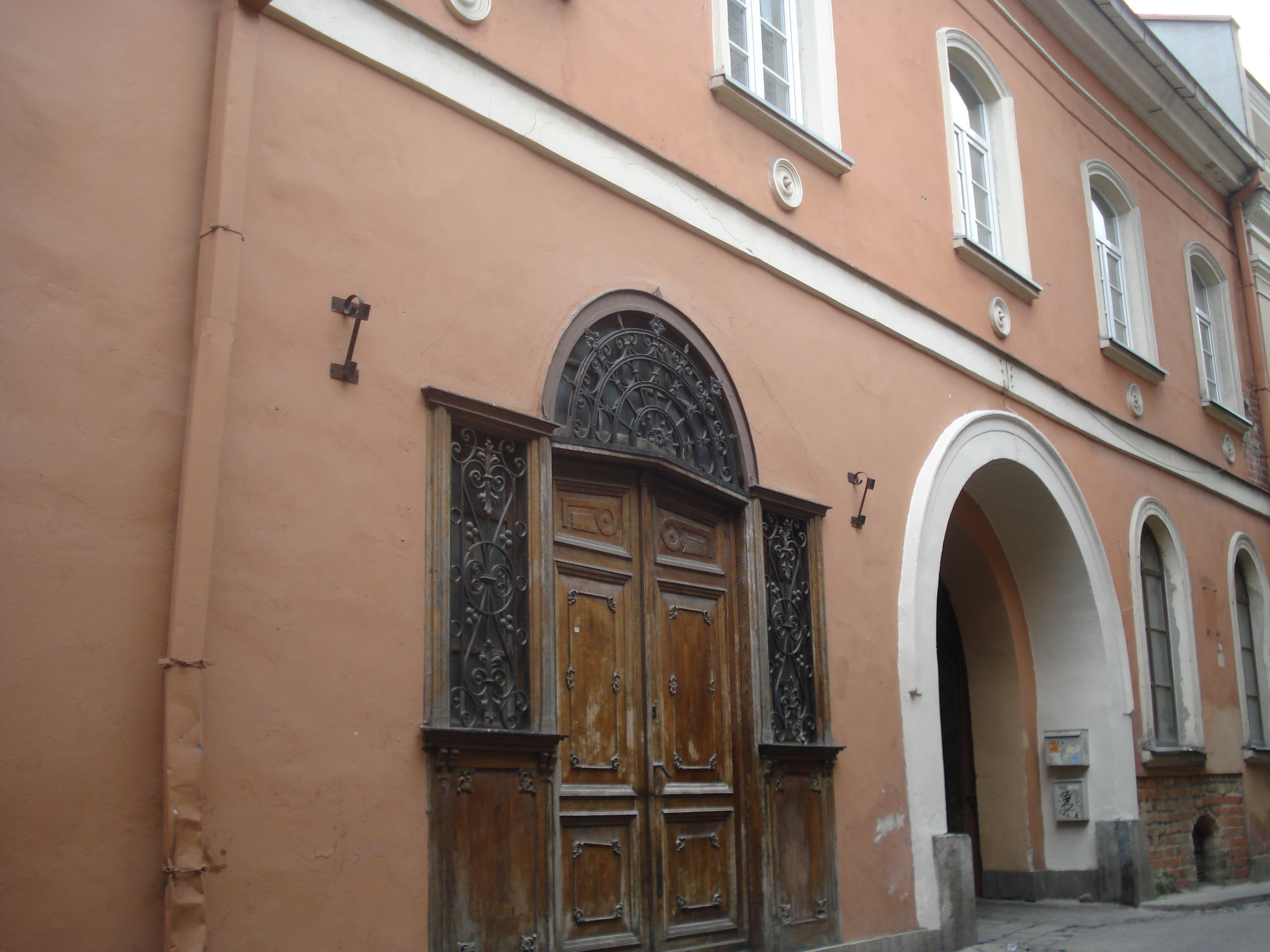
Швянто Казимеро 5: жилой дом позднего барокко

Рядом с аркой под номером 5 в здании жилого дома позднего барокко с внутренним двором за арочными воротами располагается паб «Артистай» («Артисты», Artistai).
Налево в северном направлении от улицы Швянто Казимеро отходит улица Аугустийону (в советское время называлась Сяуройи, то есть «Узкая»). В угловом здании (Švento Kazimiero gatvė 10 / Augustijonų g. 8) размещается гимназия имени Витаутаса Великого (Vilniaus Vytauto Didžiojo gimnazija).
В перпендикулярно пристроенном к главному корпусу гимназии здании имеется ещё одна арка. За ней с левой стороны находится отель Barbacan Palace (Švento Kazimiero gatvė 12 / Bokšto g. 19), а дальше, за пересечением с улицей Бокшто, открывается широкая панорама города в сторону Заречья.

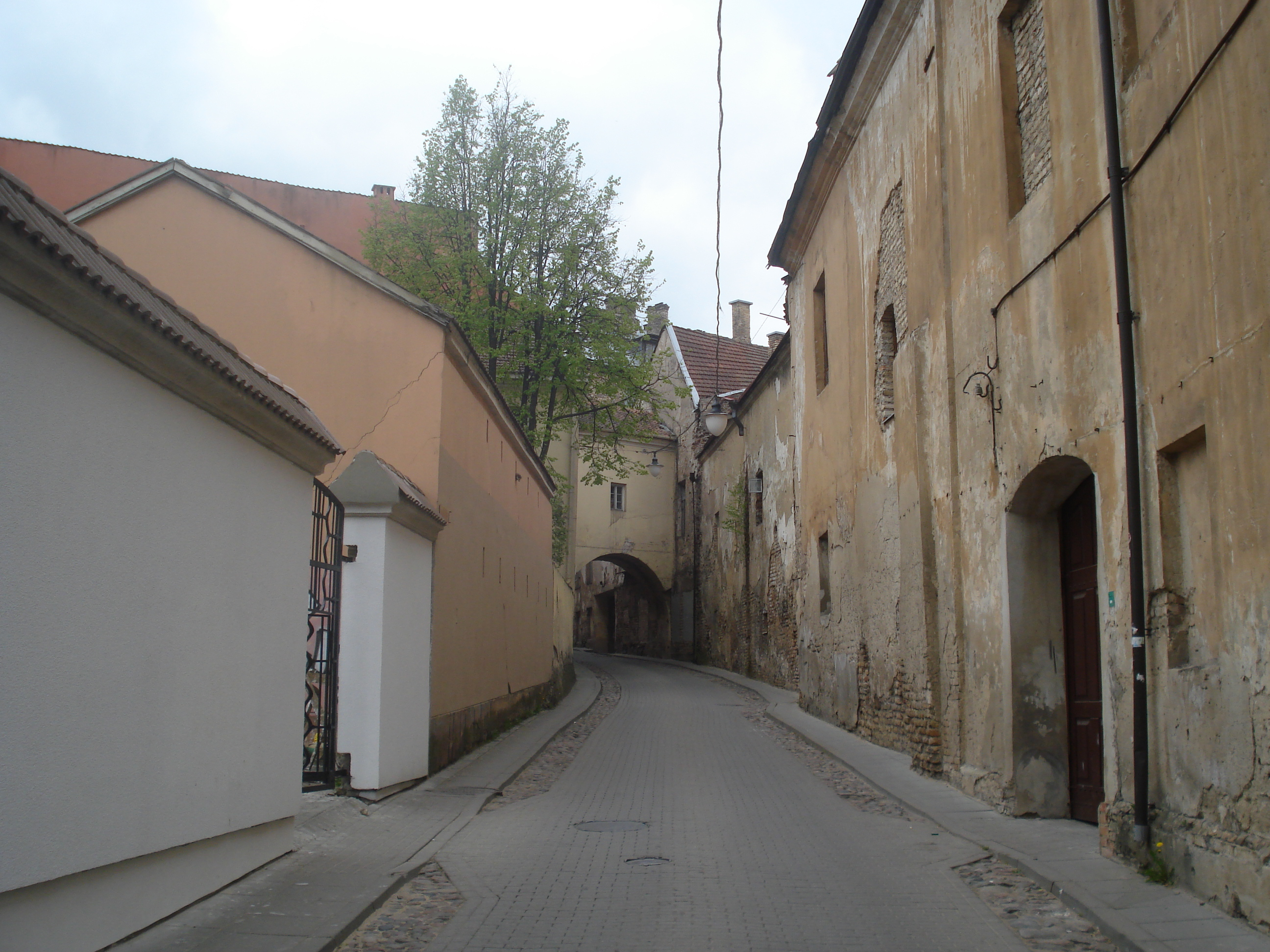
Арка. По правую сторону иезуитский монастырь
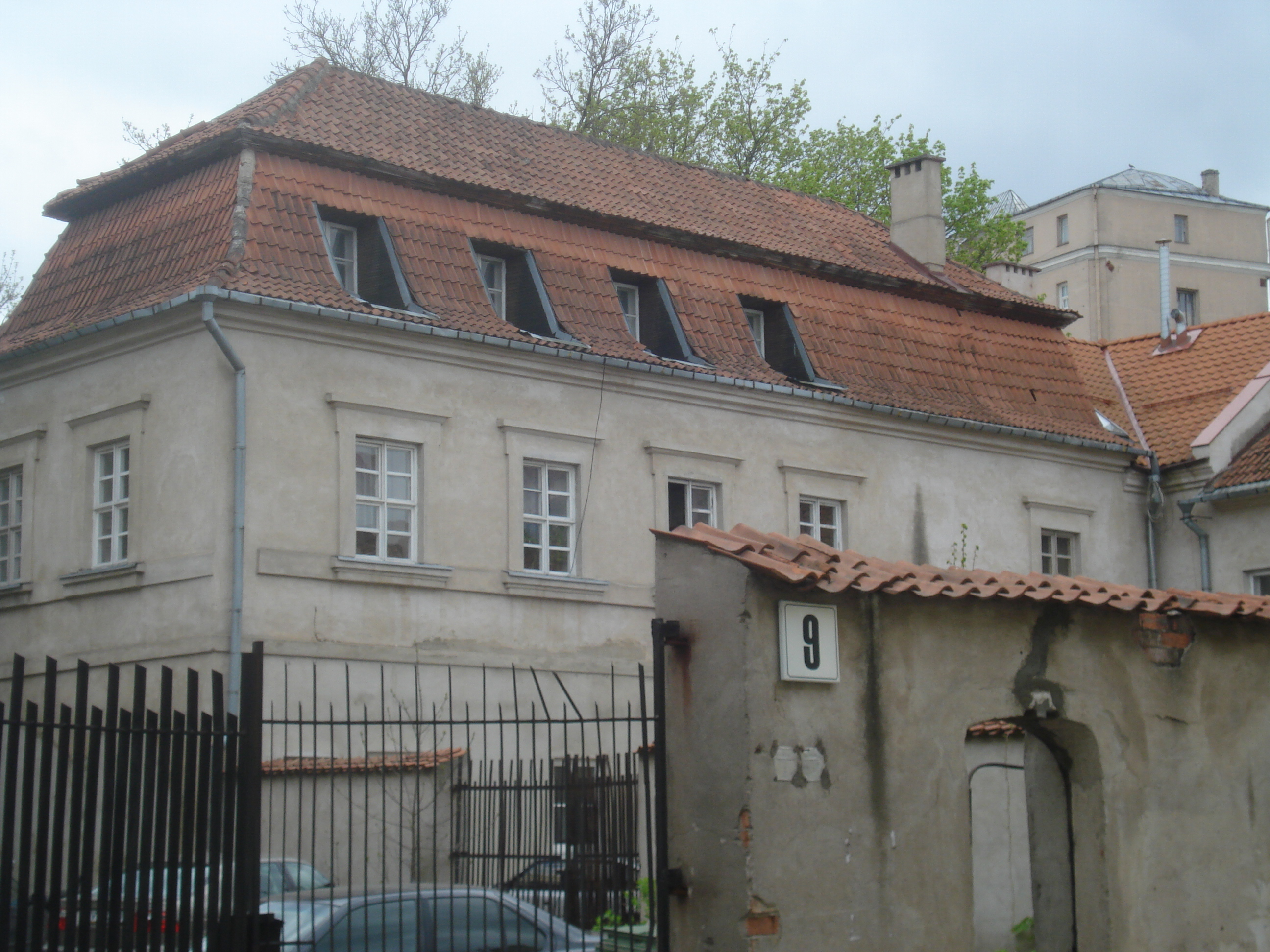
Швянто Казимеро 9: жилой дом позднего классицизма
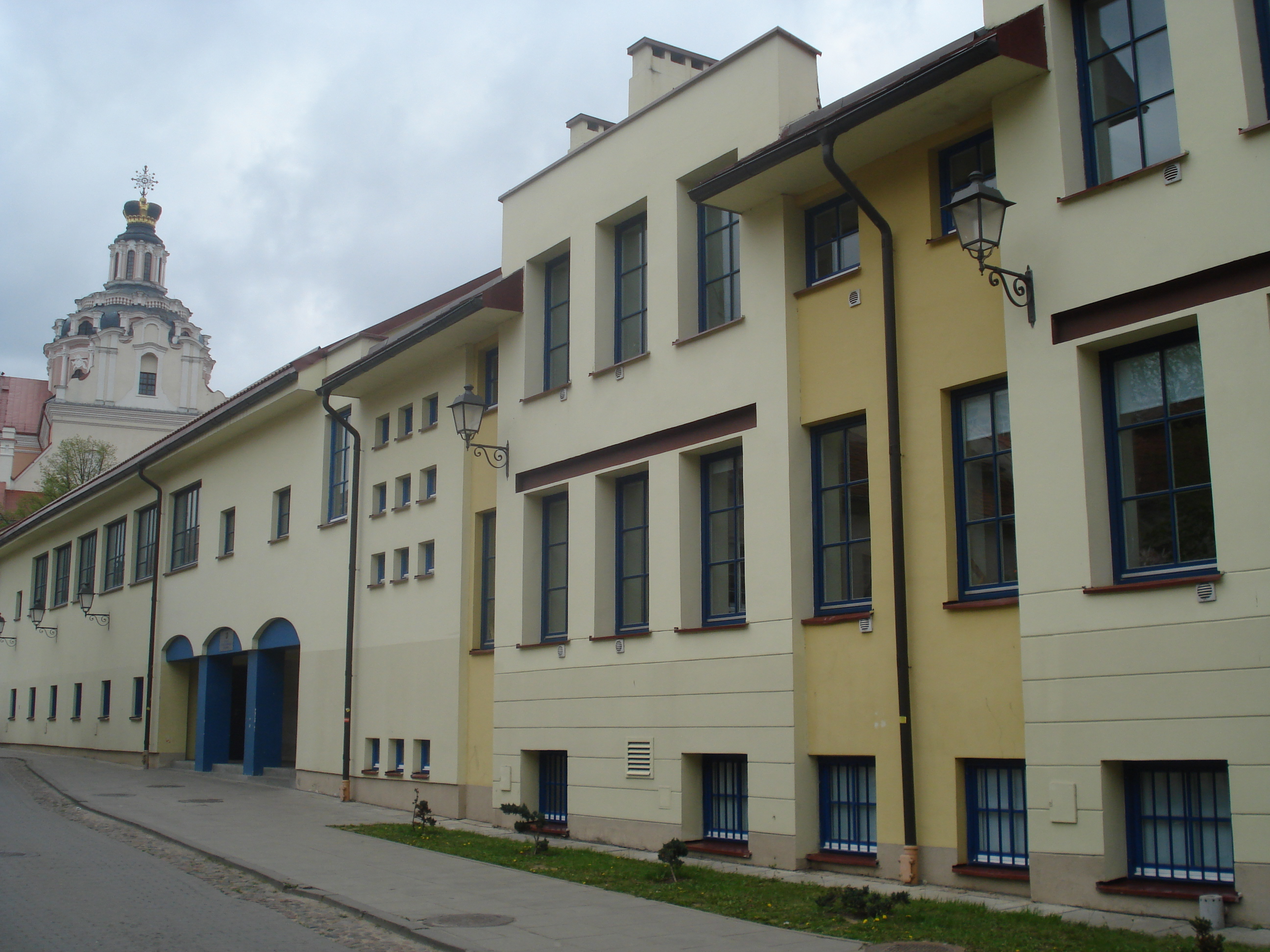
Гимназия имени Витаутаса Великого
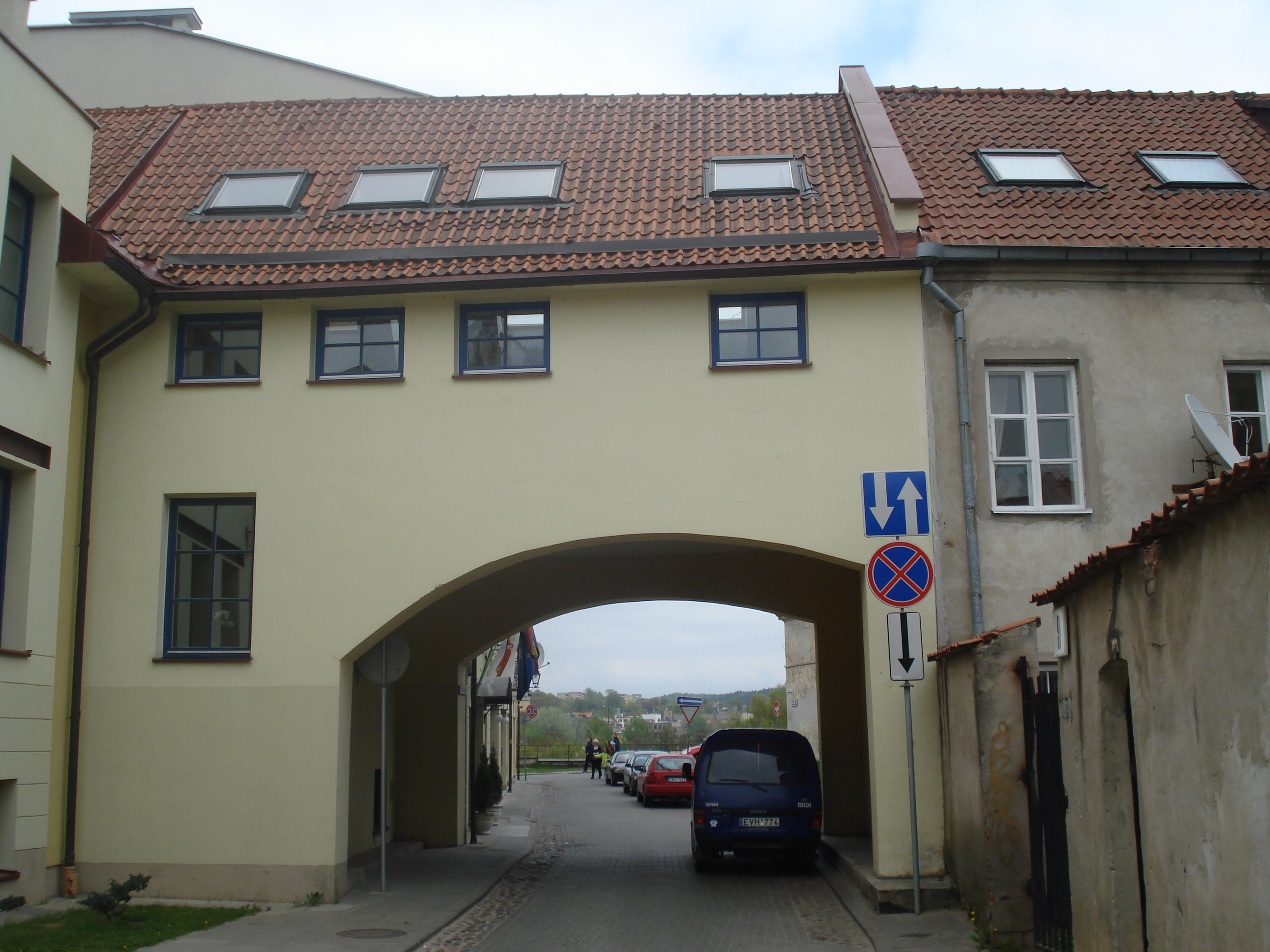
Арка в конце улицы